# هانز بيتر مولاند
هانز بيتر مولاند (بالنرويجية: Hans Petter Moland)‏ (و. 1955 – م) هو مخرج سينمائي، وكاتب سيناريو من النرويج. ولد في أوسلو.

## جوائز
حصل على جوائز منها:
- Filmkritikerprisen  [لغات أخرى]‏، عن عمل: رجل لطيف إلى حد ما (2011).

## وصلات خارجية
- هانز بيتر مولاند على موقع IMDb (الإنجليزية)
- هانز بيتر مولاند على موقع قاعدة بيانات الأفلام العربية
- هانز بيتر مولاند على موقع ألو سيني (الفرنسية)
- هانز بيتر مولاند على موقع أول موفي (الإنجليزية)
- هانز بيتر مولاند على موقع قاعدة بيانات الأفلام السويدية (السويدية)
- هانز بيتر مولاند على موقع قاعدة بيانات الفيلم (الإنجليزية)
- هانز بيتر مولاند على موقع كينوبويسك (الروسية)